# Unguale

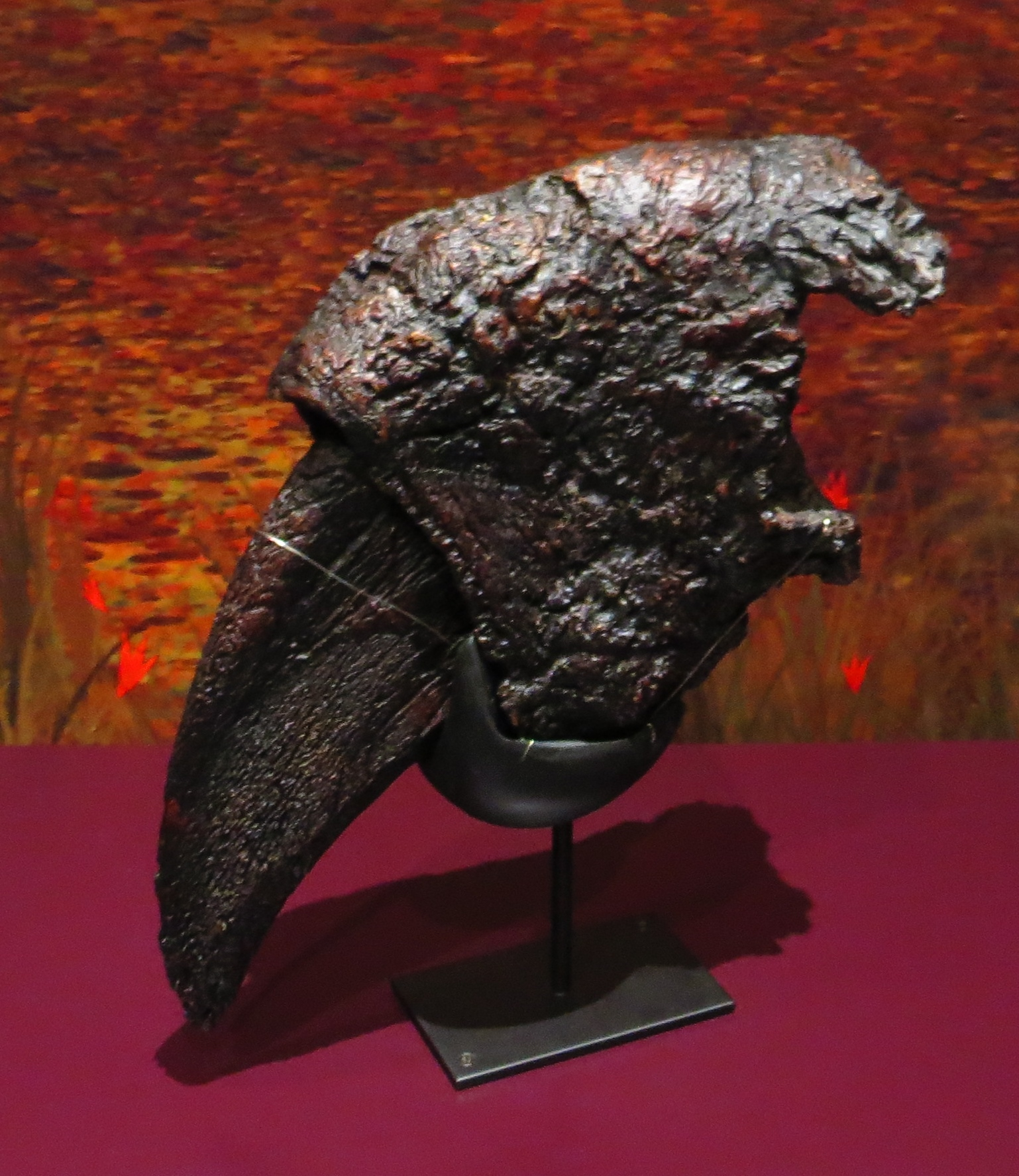
Un unguale del bradipo terricolo Eremotherium

Un unguale (dal latino unguis, cioè unghia) è un osso distale degli arti altamente modificato che, generalmente, termina con uno zoccolo, un artiglio o un'unghia. Elefanti e ungulati hanno falangi ungueali, così come i sauropodi e i ceratopsidi. Un artiglio è una falange ungueale altamente modificata ricoperta da una guaina di cheratina.
Come aggettivo, unguale significa "legato all'unghia", come in periunguale (intorno all'unghia).